# بيلي بيترولي
بيلي بيترولي (بالإنجليزية: Billy Petrolle)‏ مواليد 10 يناير 1905 في بنسيلفانيا، الولايات المتحدة - الوفاة 14 مايو 1983، كان ملاكم محترف أمريكي صنّف ضمن فئة الوزن الخفيف.

## إحصائيات
خاض خلال مسيرته 165 نزالا، فاز في 123 وتعادل في 15 وخسر في 26. فاز بالضربة القاضية في 66 نزالا.

## روابط خارجية
- بيلي بيترولي على موقع بوكس ريك (الإنجليزية) (registration required)